# Ormosia olivacea
Ormosia olivacea là một loài thực vật có hoa trong họ Đậu. Loài này được L.Chen miêu tả khoa học đầu tiên.